# اوربیت‌ها

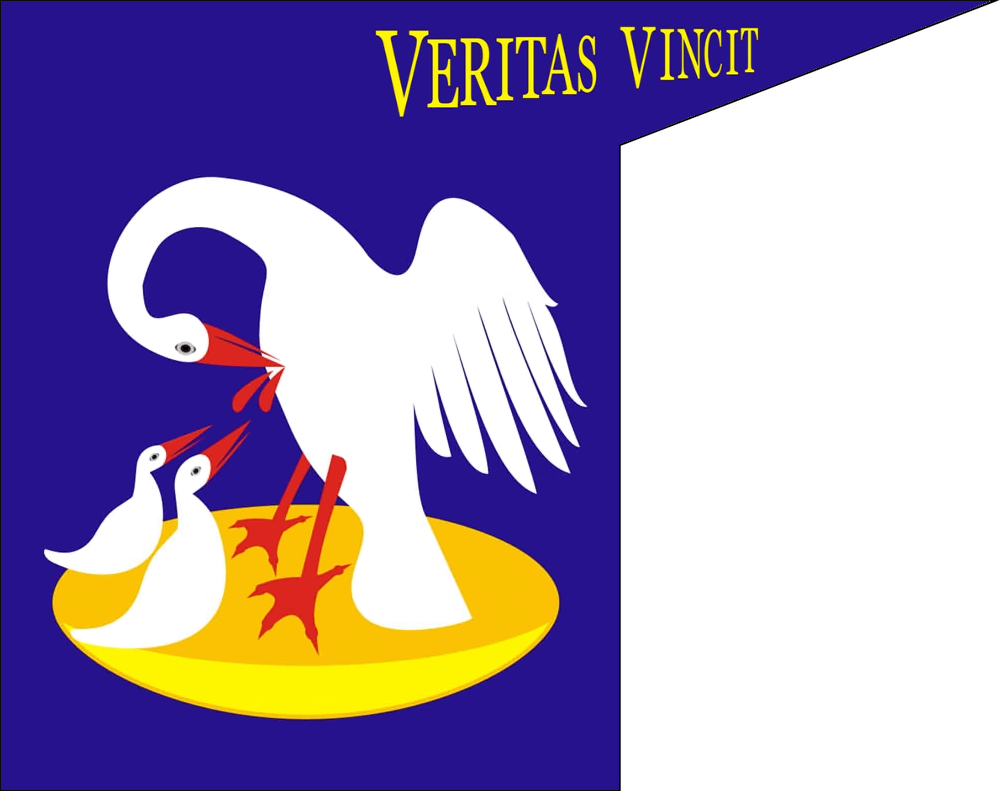
بنر پلیکان که ابتدا توسط اوربیت‌ها و بعد تر توسط گروه سیتروچی استفاده شد

اوربیت‌ها (چکی: Orebité) گروهی از پیروان هوسی‌ها در شرق بوهمیا بودند که با نام ردکتی نیز شناخته می‌شوند. بنیانگذار اوربیت‌ها کشیش آمبروژ رادکی بود دیگر رهبران شامل هاینک کروشینا از لیختنبورگ و دیویش بورک از میلتینک، فرماندهٔ هوسی‌ها در شرق و مرکز بوهمیا بودند. بنیانگذاران گروه در راهپیمایی در کوه اورب، در نزدیکی تربخوویتسه پود اوربم و هرادتس کرالووه شرکت کردند. بعدها، بیشتر نجیب زادهای هایی که از تفکرات گروه حمایت می‌کردند از کلیسای بوهمیای شرقی بودند معروف به کلیسای موراوی شدند.
اوربیت‌ها در سوزاندن صومعه بندیکتین در منیخووو هرادیشتی در اوایل تابستان ۱۴۲۰ نقش اساسی داشتند و در پاییز همان سال، آنها از بقیه هوسی‌ها در نبرد ویشهراد حمایت کردند. در سال ۱۴۲۳، آنها به گروه سیروتچی (یتیمان) به رهبری یان ژیژکا پیوستند.